# Lepperton

La ville de Lepperton est une petite localité, située dans le nord de la région de Taranaki dans l'Île du Nord de la Nouvelle-Zélande.

## Situation
Elle est localisée à approximativement 6 km à l'intérieur des terres à partir du centre-ville de  Waitara,  à 5 km à l’ouest du fleuve  Waitara , et 1 km à l’est du trajet de la route State Highway 3/S H 3A (en), qui relie la ville d’Inglewood à celle de Waitara  , .

## Population
La population de la ville de Lepperton et de ses environs immédiats était de 1 917 habitants en 2006  lors du recensement de 2006 en Nouvelle-Zélande, en augmentation de 159 résidents par rapport à l’année 2001 .

## Pa de Kairoa
Près de la ville de ‘Lepperton’ se trouve le ‘Pa de Kairoa’, un centre historique pour l’installation des Maoris locaux. C’est aussi un point d’entrée dans le chemin de ‘Whakaahurangi track’ en direction du Pa de Ketemarae près de la ville de Normanby.
Ce sentier reliait le nord et le sud de la région de Taranaki avant la colonisation par l’Empire britannique , .

## Climat
Lepperton  bénéficie d'un temps doux , plutôt humide.
| Mois                     | jan. | fév. | mars | avril | mai | juin | jui. | août | sep. | oct. | nov. | déc. | année |
| ------------------------ | ---- | ---- | ---- | ----- | --- | ---- | ---- | ---- | ---- | ---- | ---- | ---- | ----- |
| Température moyenne (°C) | 17   | 17   | 16   | 14    | 12  | 10   | 9    | 10   | 11   | 12   | 14   | 16   | 13    |
| Précipitations (mm)      | 103  | 92   | 105  | 124   | 145 | 149  | 158  | 139  | 111  | 117  | 120  | 119  | 1 481 |

## Éducation
Lepperton School est une école mixte contribuant au primaire (allant de l’année 1 à 6) avec un taux de taux de décile de 9 et un effectif de 175 élèves . 
L’école fut fondée en 1870 .

## Autres lectures

### Travaux historiques Généraux
"Even the Dogs Have Forgotten to Bark" A 284 A4 page fully indexed comprehensive history of Lepperton, Sentry Hill and Waiongana. Author PT Wilson published 2012   (ISBN 978-0-473-21026-7)  disponible dans la plupart des bibliothèques de Taranaki
- Lepperton School and community reunion magazine: celebrating 125 years of education and community life, 1870-1995, Lepperton, [N.Z.], The School, 1995

### Histoire commerciales
- W.H. Quickfall, The Lepperton Co-operative Dairy Factory Company Limited: diamond jubilee, 1892-1967, New Plymouth, [N.Z.], Masterprint, 1967

- Une quantité substantielle de renseignements concernant la  Lepperton Co-operative Dairy Company (allant de 1930 à  1966) est disponible au niveau « Puke Ariki » [/20080620131810/http://www.pukeariki.com/en/resources/collections.htm archive du 20 juin 2008] dans New Plymouth. Voir « Lepperton Co-operative Dairy Company Ltd. (B193) » (consulté le 10 janvier 2008)

### Églises

#### Anglicane
- The village church: St. Marks Church, Lepperton, 1900-2000, Lepperton, [N.Z.], The Church, 2000
- Ada C. Alexander, St John the Baptist, Waitara: centenary, 1876-1976., New Plymouth, [N.Z.], Taranaki Newspapers, 1976

### Cartes
- New Zealand Department of Lands & Survey, Township of Lepperton, Paritutu Survey District, Wellington, [N.Z.], New Zealand Department of Lands & Survey, 1906 Scale: 1: 4 752 (i.e. 1/13.3 in. to the mile)
- New Zealand Department of Lands & Survey, Lepperton, Wellington, [N.Z.], New Zealand Department of Lands & Survey, 1930 Scale: 1: 20 000 (i.e. 1/3.17 in. to the mile) NZMS 43
- New Zealand Department of Lands & Survey, Lepperton, Wellington, [N.Z.], New Zealand Department of Lands & Survey, 1962 Scale: 1: 25 000 (i.e. 1/2.53 in. to the mile) NZMS 2 ; N109/1 & N99/7
- Robin W.P. Palmer, Lepperton District soil map, n.p., n.p., 1989 Scale: 1: 20 000 (i.e. 1/3.17 in. to the mile)

### Chemin de Fer
- C.E. Julian, The Waitara branch line, New Plymouth, [N.Z.], C.E. Julian for the Taranaki Locomotive Society, 1970

### Écoles
- 1870-1970, Lepperton School centennial jubilee, Lepperton, [N.Z.], Centenary Committee, 1970
- Lepperton School and community reunion magazine: celebrating 125 years of education and community life, 1870-1995, Lepperton, [N.Z.], The School, 1995